# Maxi papa
Pour plus de détails, voir Fiche technique et Distribution.
Maxi papa ou Plan de match au Québec (The Game Plan) est un film américain réalisé par Andy Fickman en 2007 et sorti le 9 avril 2008 en France.

## Synopsis
Joseph « Joe » Kingman est un joueur de football américain très connu dans son pays. Tout lui réussit : sa carrière est au sommet, il est admiré de tous et tout cela lui donne un égocentrisme et un égoïsme que les journalistes lui reprochent assez. Mais quelque chose va venir bouleverser sa vie : un jour, une petite fille de huit ans, Peyton, vient sonner à sa porte, en disant qu'elle est sa fille et que sa mère l'a envoyée pour le rencontrer. Durant un mois, il va devoir tant bien que mal apprendre son rôle de père tout en continuant à gérer sa carrière sportive.

## Fiche technique
- Titre français : Maxi papa
- Titre original : The Game Plan
- Réalisation : Andy Fickman
- Scénario : Nichole Millard et Kathryn Price, d'après une histoire d'Audrey Wells et elles-mêmes
- Musique : Nathan Wang
- Photographie : Greg Gardiner
- Montage : Michael Jablow
- Dates de sortie :
  - 23 septembre 2007 à Hollywood (première)
  - 28 septembre 2007 aux  États-Unis
  - 30 septembre 2007 au  Canada
  - 26 mars 2008 en  Belgique
  - 9 avril 2008 en  France

## Distribution

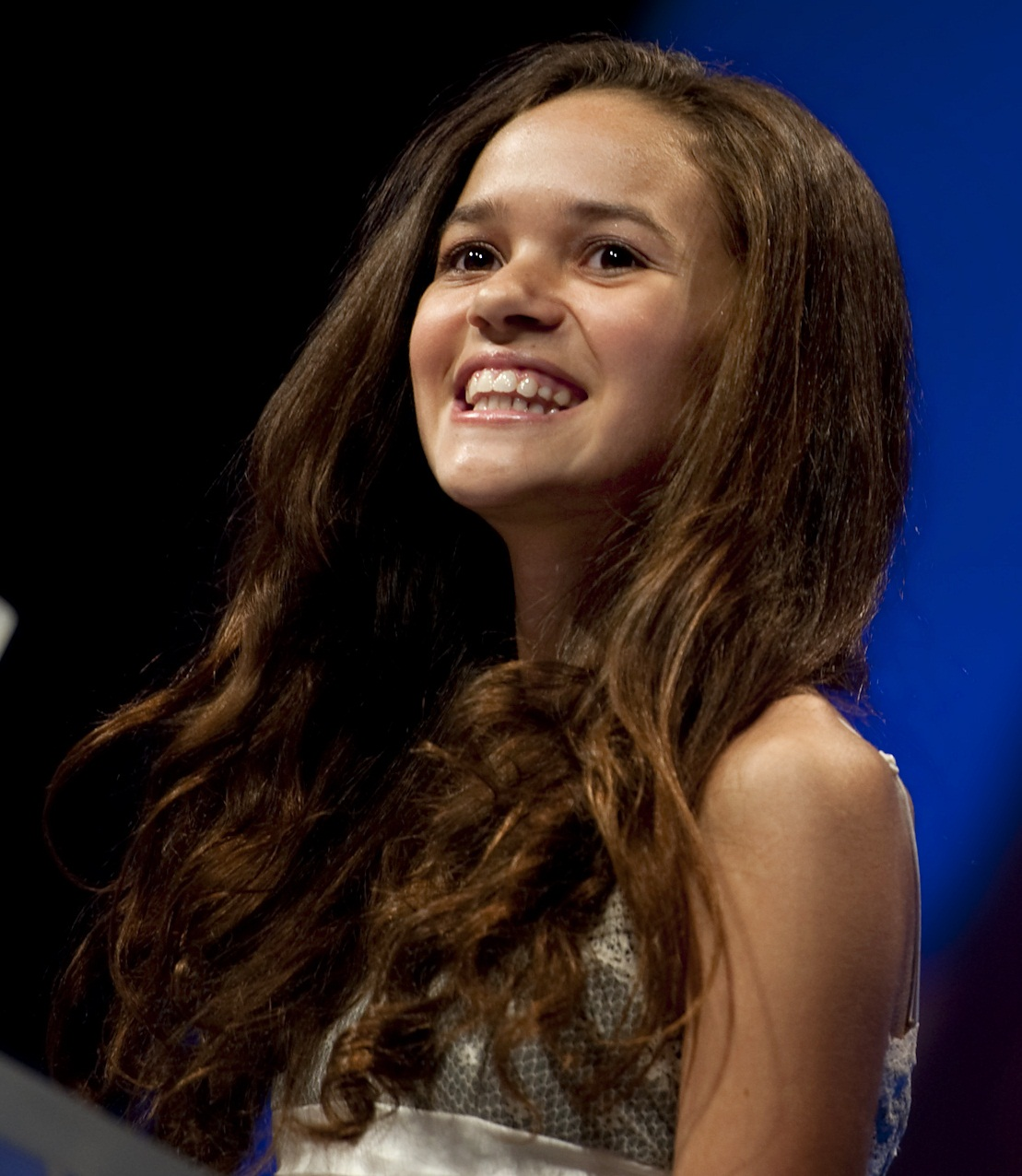
Madison Pettis interprète Peyton, la fille de Joe.

- Dwayne Johnson (VF : Guillaume Orsat ; VQ : Benoît Rousseau) : Joseph « Joe » Kingman
- Madison Pettis (VF : Claire Bouanich ; VQ : Juliette Mondoux) : Peyton Kelly
- Kyra Sedgwick (VF : Martine Meiraghe ; VQ : Hélène Mondoux) : Stella Peck
- Roselyn Sánchez (VF : Barbara Delsol ; VQ : Catherine Proulx-Lemay) : Monique Vasquez
- Morris Chestnut (VF : Frantz Confiac ; VQ : Jean-François Beaupré) : Travis Sanders
- Hayes MacArthur (VF : Jérôme Pauwels ; VQ : Alain Zouvi) : Kyle Cooper
- Kate Nauta (VF : Sybille Tureau) : Tatyana
- Brian J. White (VF : Cédric Dumond ; VQ : Daniel Roy) : Jamal Webber
- Jamal Duff (VF : Pascal Casanova ; VQ : Stéphane Rivard) : Clarence Monroe
- Paige Turco (VF : Danièle Douet ; VQ : Anne Bédard) : Karen Kelly
- Lauren Storm (VF : Sophie Froissard) : Cindy, la nounou
- Gordon Clapp : Coach Mark Maddox
- Robert Torti (VF : Nicolas Marié) : Samuel Blake, Jr.
- Rob Williams : McIlrevy